# Jung Gil-ok
Dans ce nom coréen, le nom de famille, Jung, précède le nom personnel.
Jung Gil-ok, née le 15 septembre 1980 en Corée du Sud, est une escrimeuse sud-coréenne spécialiste du fleuret.

## Carrière
Elle est médaillée de bronze en fleuret par équipes aux Jeux olympiques de Londres en 2012 avec Nam Hyun-hee et Jeon Hee-sook et Oh Ha-na.